# Pies Pluto
Pluto – fikcyjna postać występująca w filmach animowanych i komiksach, stworzona w studiu Walta Disneya. Żółty pies z czarnymi uszami i zieloną lub czerwoną obrożą na szyi, towarzyszący Myszce Miki w jej filmowych i komiksowych przygodach. Jako imiennik planety karłowatej Pluton, pojawił się kilka miesięcy po jej odkryciu. Wierny swojemu panu, zdarza mu się wpadać w tarapaty. Niektóre filmy sugerują, że Pluto jest owczarkiem. Uważa się też, że Pluto może być psem rasy Bloodhound. W niektórych kreskówkach podkochuje się w pewnej małej suczce o imieniu Dinah, która po raz pierwszy pojawiła się w filmie The Sleepwalker.

## Lista kreskówek w wersji solo
- 1932
  - Just Dogs
- 1936
  - Pluto matką (Mother Pluto)
- 1937
  - Pluto i jego rodzinka (Pluto’s Quin-Puplets)
- 1940
  - Kłopoty z kością (Bone Trouble)
  - Rabuś spiżarnialny (Pantry Pirate)
- 1941
  - Towarzysz zabaw psa Pluto (Pluto’s Playmate)
  - Lokaj dżentelmena (A Gentleman's Gentleman)
  - Pies do golfa (Canine Caddy)
  - Pomocna łapa (Lend a Paw) – kreskówka nagrodzona Oscarem
- 1942
  - Pluto Junior
  - The Army Mascot
  - Lunatyk (The Sleepwalker)
  - Kość dla dwóch (T-Bone For Two)
  - Pluto w ZOO (Pluto At The Zoo)
- 1943
  - Szeregowiec Pluto (Private Pluto)
- 1944
  - Wiosna dla Pluta (Springtime For Pluto)
  - Pierwsza pomoc (First Aiders)
- 1945
  - Pies pokładowy (Dog Watch)
  - Psi casanova (Canine Casanova)
  - Legenda o Skale Kojota (The Legend of Coyote Rock)
  - Psi patrol (Canine Patrol)
- 1946
  - Braciszek psa Pluto (Pluto’s Kid Brother)
  - W Holandii (In Dutch)
  - Przez zasiedzenie (Squatter's Rights)
  - Porwanie szczeniaka (The Purloined Pup)
  - A Feather In His Collar
- 1947
  - Nowy dom Pluta (Pluto’s Housewarming)
  - Pies ratowniczy (Rescue Dog)
  - Pies pocztowy (Mail Dog)
  - Nutka psa Pluto (Pluto’s Blue Note)
- 1948
  - Rabuś kości (Bone Bandit)
  - Sprawunek Pluta (Pluto’s Purchase)
  - Daj się zdrzemnąć, Figaro (Cat Nap Pluto)
  - Ptaszek Pluta (Pluto’s Fledgling)
- 1949
  - Pluto w Meksyku (Pueblo Pluto)
  - Paczuszka niespodzianka dla Pluta (Pluto’s Surprise Package)
  - Sweter dla Pluta (Pluto’s Sweater)
  - Balonowa pszczółka (Bubble Bee)
  - Owczarek Pluto (Sheep Dog)
- 1950
  - Psie serce (Pluto’s Heart Throb)
  - Pluto i suseł (Pluto and the Gopher)
  - Wspaniały pies (Wonder Dog)
  - Primitive Pluto
  - Coś dla kotów (Puss Cafe)
  - Pests of the West
  - Cenne zapasy (Food For Feudin)
  - Pies obozowy (Camp Dog)
- 1951
  - Lodowata atmosfera (Cold Storage)
  - Plutopia
  - Najpyszniejszy indyk (Cold Turkey)

## Historia
Bezimienny pierwowzór Pluto pojawił się w kreskówce pt. „The Chain Gang” w 1930 roku jako pies rasy bloodhound tropiący mający odnaleźć Mikiego, uciekiniera z więzienia. Rok później wystąpił pod imieniem Rover w animacji „The Picnic”, jako pupil Minnie. Imienia Pluto po raz pierwszy użyto w krótkometrażówce „The Moose Hunt” (1931). Jako zwierzak Mikiego wystąpił w kreskówce „Mickey’s Pal Pluto” (1933). W „Puppy Love” (1933) towarzyszył właścicielowi podczas randki z Minnie, w „Playful Pluto” (1934) usiłował pomóc w wiosennym sprzątaniu, w „On Ice” (1935) próbował jazdy na łyżwach, które założył mu Kaczor Donald.
Oprócz filmów z Myszką Miki nakręcono również animacje z Pluto jako główną postacią, m.in.  w „Mother Pluto” (1936) oraz „Pluto’s Quinpuplets” (1937). Nemezis bohatera jest buldog Butch, a jego ukochanymi – temperamentna suczka Fifi oraz długowłosa jamniczka Dinah. W „Pluto’s Quinpuplets” Fifi i Pluto zostali ukazani jako „małżeństwo”, rodzice pięciorga szczeniąt. Jedyny znany z imienia to Pluto Junior, pojawiający się w krótkometrażówce pod tym samym tytułem (1942). W kreskówce „First Aiders” (1944) Pluto został skonfrontowany z Figaro. Za film „Lend a Paw”, gdzie grał główną rolę, studio otrzymało Oscara. 
W latach 50. pies nadal występował w kreskówkach. Ostatnia krótkometrażówka z jego udziałem z „klasycznej” serii to „The Simple Things” (1953).